# Rapito (film)
Rapito è un film del 2023 diretto da Marco Bellocchio, liberamente ispirato al libro Il caso Mortara di Daniele Scalise, che tratta appunto del caso Edgardo Mortara, un bambino ebreo di Bologna, sottratto alla famiglia dalla polizia papalina nel 1858, al fine di essere convertito al cattolicesimo.
Ai David di Donatello 2024 il film ha ricevuto 11 candidature, aggiudicandosi cinque premi, fra cui quello per la miglior sceneggiatura adattata.

## Trama
1851. Edgardo Mortara è il sestogenito di Salomone Mortara, detto "Momolo", e Marianna Padovani, ebrei di Bologna, città all'epoca sotto la sovranità dello Stato Pontificio. Credendolo malato e in fin di vita, la domestica cristiana Anna Morisi gli somministra in segreto il battesimo, per paura che, morendo, vada a finire nel limbo.
Il bambino sopravvive, ma sette anni dopo Anna racconta del battesimo al padre domenicano Pier Gaetano Feletti, capo dell'ufficio bolognese dell'Santa Inquisizione: il sacramento avrebbe reso il bambino irrevocabilmente cattolico, e poiché le norme dello Stato Pontificio vietano che un cristiano sia cresciuto da non cristiani, Feletti decide di togliere il bambino alla famiglia. Il 24 giugno Edgardo Mortara viene quindi sequestrato dalla gendarmeria pontificia e portato a Roma, dove soggiornerà nella Casa dei Catecumeni, il collegio destinato ai figli degli ebrei convertiti.
I genitori di Edgardo fanno di tutto per attirare l'attenzione dell'opinione pubblica sul caso, provocando lo sdegno degli intellettuali europei e non. Questo però fa sì che papa Pio IX prenda a cuore la faccenda: il papato si trova infatti in un momento di forte crisi politica, in cui la figura del pontefice perde prestigio e autorevolezza; Pio IX oppone quindi una ferma reazione a tutte le accuse, occupandosi personalmente dell'educazione di Edgardo e facendogli somministrare un secondo battesimo che fughi ogni dubbio sulla sua appartenenza alla Chiesa cattolica. Il bambino viene dunque plagiato e indottrinato: gli viene fatto credere che l'intera faccenda sia colpa dei genitori e che l'unico modo per tornare a casa sia diventare un perfetto cristiano.
Mesi dopo l'arrivo di Edgardo a Roma, Momolo e Marianna ottengono il permesso di fargli visita. I membri della comunità ebraica romana accolgono freddamente i due, poiché temono di perdere i privilegi concessi dal papa a causa del clamore mediatico suscitato dalla vicenda. Momolo decide quindi di trattare Edgardo con distacco, accontentandosi di trovarlo in buona salute; davanti a Marianna, però, il bambino scoppia a piangere e rivela alla madre di recitare ancora in segreto lo Shemà Israel tutte le notti. I responsabili dell'educazione di Edgardo vietano perciò ogni futura visita, a meno che l'intera famiglia non si converta al cattolicesimo. I Mortara rifiutano e organizzano un tentativo di rapimento del bambino, che però non va a buon fine e causa la perdita totale del supporto degli ebrei di Roma.
Nel 1859, dopo la seconda guerra d'indipendenza, Bologna viene tolta al papa dai rivoltosi; i tribunali del Regno di Sardegna, del quale adesso fa parte la città, arrestano Pier Gaetano Feletti e lo sottopongono a processo per il caso Mortara. Durante le udienze viene ricostruita l'intera vicenda e si scopre che il battesimo somministrato da Anna Morisi è a tutti gli effetti valido; Feletti viene assolto dalle accuse, poiché ha agito in piena conformità con le leggi vigenti all'epoca dei fatti. Edgardo resta quindi a Roma, ma con la proclamazione del Regno d'Italia Pio IX perde ulteriormente potere e le preziose alleanze politiche dello Stato Pontificio.
Edgardo, intanto, cresce dimenticando le proprie origini e assoggettandosi sempre di più al papa, studiando da sacerdote e assumendo il nome clericale di Pio Maria. Nel 1870, con la breccia di Porta Pia, Roma entra a far parte del Regno d'Italia; uno dei fratelli maggiori di Edgardo, Riccardo, che si era arruolato nell'esercito come bersagliere, corre a cercarlo e gli propone di tornare finalmente a casa: il giovane però rifiuta, affermando che la sua vera famiglia è ormai quella della Chiesa cattolica. Tuttavia quando, nel 1878, Pio IX muore, Edgardo si unisce ai rivoltosi che desiderano gettare il suo feretro nel Tevere, salvo poi pentirsene e scappare via.
Anni dopo, Marianna si trova in fin di vita ed Edgardo, che anni prima aveva rifiutato di recarsi al funerale di Momolo, torna finalmente a casa. Approfittando di un momento di solitudine, il giovane tenta di battezzare sua madre, ma ella rifiuta bloccando il figlio e dichiarando di voler morire da ebrea. Scacciato dai fratelli per l'affronto della tentata conversione, Edgardo diventerà sacerdote e compirà viaggi da missionario, fino alla morte avvenuta nel 1940.

## Produzione
Il film, che ebbe come titolo di lavorazione La conversione, è liberamente ispirato al libro di Daniele Scalise Il caso Mortara. La vera storia del bambino ebreo rapito dal papa (1996).
Le riprese sono iniziate a fine giugno 2022 a Roccabianca, in provincia di Parma, dove è stata ricostruita la Bologna di metà Ottocento. Il mese seguente si sono spostate a Sabbioneta. Nel gennaio 2023 sono state effettuate delle riprese in esterna per due giorni in piazza Maggiore a Bologna. Le scene tra papa Pio IX e Edgardo in chiesa sono state girate nel Duomo di Nepi (Viterbo)..
Altre scene, infine, sono state girate nella sala del mappamondo, nello scalone, nei giardini e nella cappella di Palazzo Farnese a Caprarola (VT).

## Promozione
La prima clip del film è stata diffusa online il 13 aprile 2023. Il primo trailer è stato diffuso online il 3 maggio 2023.

## Distribuzione
Il film è stato presentato in anteprima il 23 maggio 2023 al 76º Festival di Cannes e distribuito nelle sale cinematografiche italiane da 01 Distribution a partire dal 25 maggio 2023, e in quelle francesi da Ad Vitam a partire dall'8 novembre.

## Accoglienza

### Incassi
Al botteghino italiano, Rapito ha incassato circa 2 milioni di euro. Gli incassi internazionali si attestano intorno ai 4 milioni di dollari.

## Riconoscimenti
- 2024 - David di Donatello[13][14]
  - Miglior sceneggiatura adattata per Marco Bellocchio, Susanna Nicchiarelli, Edoardo Albinati e Daniela Ceselli
  - Miglior scenografo per Andrea Castorina e Valeria Vecellio
  - Miglior costumista per Sergio Ballo e Daria Calvelli
  - Miglior trucco per Enrico Iacoponi
  - Miglior acconciatore per Alberta Giuliani
  - Candidatura al Miglior film
  - Candidatura alla Miglior regia per Marco Bellocchio
  - Candidatura alla Miglior attrice protagonista per Barbara Ronchi
  - Candidatura al Miglior autore della fotografia per Francesco Di Giacomo
  - Candidatura al Miglior montatore per Francesca Calvelli e Stefano Mariotti
  - Candidatura ai Migliori effetti speciali visivi per Rodolfo Migliari e Lena Di Gennaro
- 2023 - Festival di Cannes[5]
  - In concorso per la Palma d'oro
- 2023 - Nastro d'argento[15]
  - Miglior film
  - Migliore regia per Marco Bellocchio
  - Migliore
attrice protagonista per Barbara Ronchi
  - Migliore attore non protagonista per Paolo Pierobon
  - Migliore sceneggiatura per Marco Bellocchio, Susanna Nicchiarelli, Edoardo Albinati e Daniela Ceselli
  - Miglior montaggio per Francesca Calvelli e Stefano Mariotti
  - Premio Guglielmo Biraghi a Leonardo Maltese
  - Candidatura al migliore
attore protagonista per Fausto Russo Alesi
  - Candidatura alla migliore fotografia per Francesco Di Giacomo
  - Candidatura alla migliore scenografia per Andrea Castorina
- 2023 - Globo d'oro
  - Miglior film per Marco Bellocchio
- 2023 - Ciak d'oro
  - Ciak d’oro Cult – Colpo di Fulmine per Barbara Ronchi